# Кенозерская волость
Кенозерская во́лость — волость в составе Каргопольского уезда Олонецкой губернии.

## Общие сведения
Волостное правление располагалось в селении Ряпусова (Мадлахта Сысово-Погост).
В состав волости входили сельские общества, включающие 28 деревень:
- Климовское общество
- Поржинское общество
- Ряпусовское общество

На 1890 год численность населения волости составляла 2398 человек.
На 1905 год численность населения волости составляла 2733 человека. В волости насчитывалось 549 лошадей, 903 коровы и 564 головы прочего скота.
В ходе реформы административно-территориального деления СССР в 1927 году волость была упразднена. 
В настоящее время территория Кенозерской волости относится в основном к Плесецкому району Архангельской области.